# D'un vieux jardin
D'un vieux jardin est une œuvre pour piano de Lili Boulanger composée en 1914.

## Composition
D'un vieux jardin, pour piano, est composé du 6 au 27 mai et achevé le 3 juin 1914, à la Villa Médicis.
L'œuvre, pendant de D'un jardin clair, est dédiée à Lily Jumel, une amie de Lili Boulanger.

## Édition

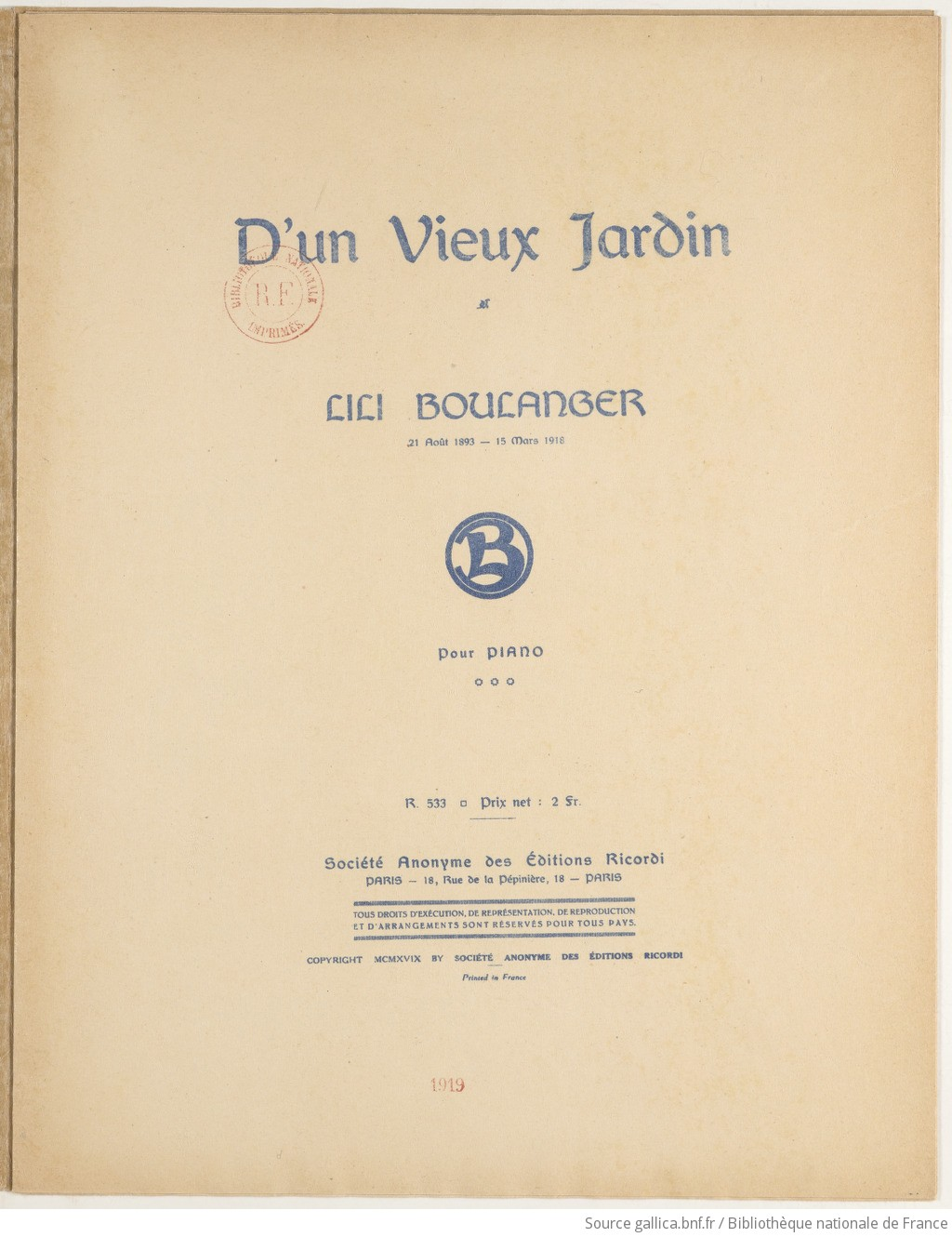
Page de titre de la première édition de la partition (éd. Ricordi, 1919).

La partition est publiée par Ricordi (Paris, 1918, cotage R. 533). Le contrat d'édition a été signé par Lili Boulanger le 29 janvier 1918. La date de première publication est le 26 avril 1919, le copyright a été attribué le 20 mai 1919.
L'œuvre est par la suite éditée au sein d'un recueil par Schirmer (New York, 1979, cotage 48149c), avec D'un jardin clair et Cortège, sous le titre de Trois Morceaux pour piano.
Il existe par ailleurs une transcription de l'œuvre pour quatuor à cordes de la main de Nadia Boulanger.

## Commentaires
D'un vieux jardin est d'une durée moyenne d'exécution de deux minutes quarante environ.
Pauline Lambert relève que la partition « est une page mélancolique qui devient de plus en plus dense, avec un langage chromatique chargé ».
Pour Émile Naoumoff, « les « deux jardins » [...] « vieux et clair » sont coulés dans un impressionnisme sensuel, à fleur de peau, s'égarant même sur les sentiers d'un Satie... ».
Pour la musicologue Florence Launay, D'un vieux jardin, « aux longues phrases sinueuses, aux dissonances parfois agressives, est par contre empli de la mélancolie qui imprègne tant d'œuvres de la jeune compositrice ».

## Discographie
- In Memoriam Lili Boulanger, Émile Naoumoff (piano), Marco Polo 8.223636, 1993.
- Lili Boulanger : les mélodies, Alain Jacquon (piano), Timpani 1C1042, 1998.
- Musique & art nouveau, Cristina Ariagno, Arts 47672-2, 2002.
- Lili Boulanger, Hymne au Soleil : Œuvres chorales - Choral works, Antonii Baryshevskyi (piano), Carus 83.489, 2018[5].
- Visions poétiques, ensemble Reflets, Marie-Laure Boulanger (piano), Calliope CAL2078, 2020[6].
- Sisters : Lili & Nadia Boulanger, Complete Piano Works, Johan Farjot (piano), Klarthe, 2021.
- Compositrices françaises, Sophia Vaillant (piano), Indésens, 2022[7].